# روکسی جزل
روکسی جزل (انگلیسی: Roxy Jezel؛ زاده ۵ ژوئن ۱۹۸۲) بازیگر پورنوگرافی اهل بریتانیا است.